# منطقه حفاظت‌شده پولانا
منطقه حفاظت‌شده پولانا (به لاتین: Poľana Protected Landscape Area) یک منطقهٔ مسکونی در اسلواکی است که در Central Slovakia: Poľana Mts. واقع شده‌است.